# Dinalupihan
Dinalupihan est une municipalité des Philippines situé à l'extrême-nord de la province de Bataan, dans l'ouest de l'île de Luçon. C'est la seule municipalité de la province sans accès à la mer.
Au 31 mars 2022, elle est divisée en 46 barangays (districts).

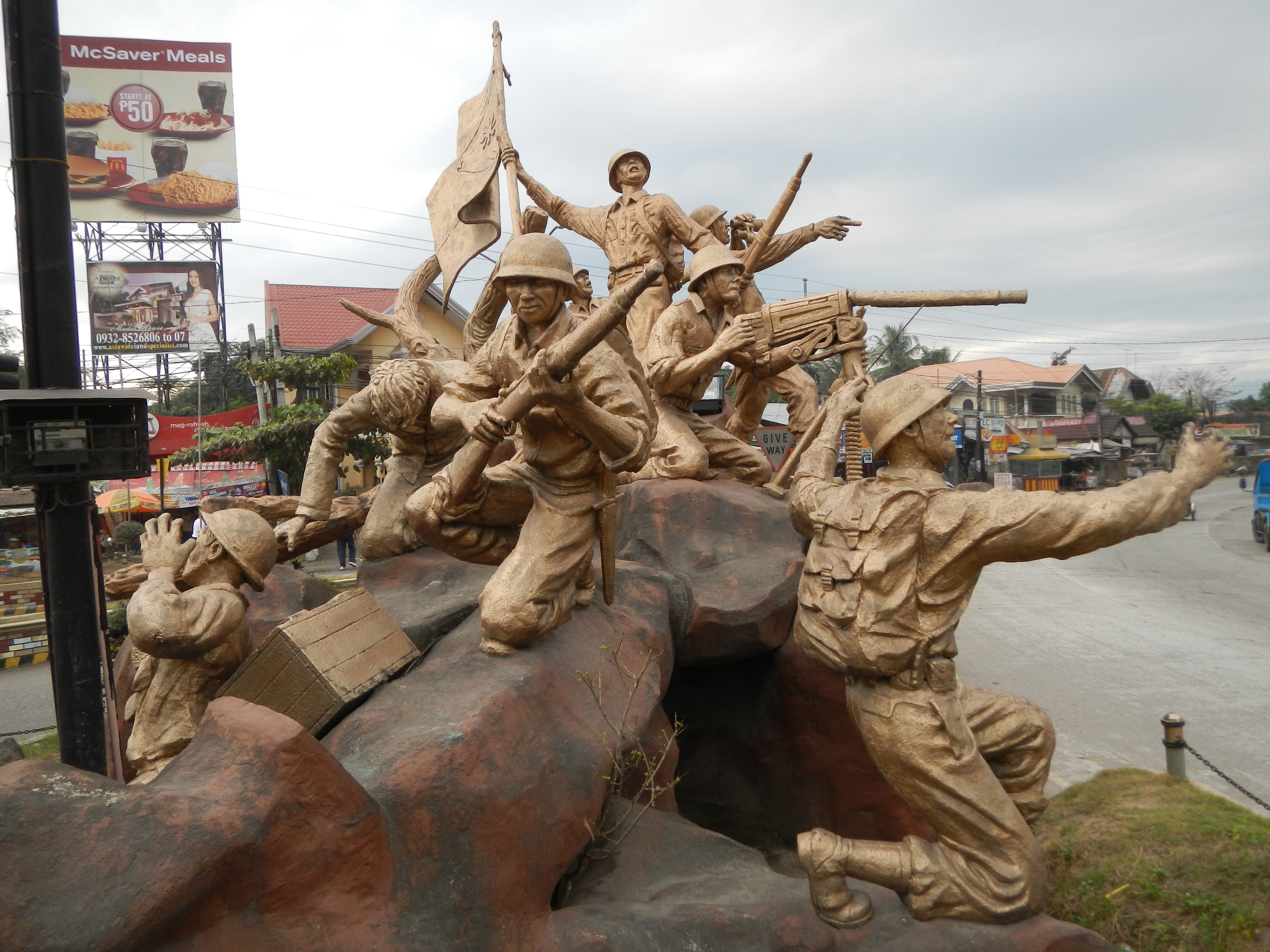
Monument commémorant la défense philippine au début de la bataille de Bataan (1942).